# Sandtjärnen (Bodsjö socken, Jämtland)
Sandtjärnen är en sjö i Bräcke kommun i Jämtland och ingår i Ljungans huvudavrinningsområde.